# Natalia Dyer
Natalia Dyer (Nashville, Tennessee; 13 de enero de 1995) es una actriz estadounidense. Es conocida principalmente por su papel de Nancy Wheeler en la serie de ciencia ficción y drama Stranger Things de Netflix.

## Carrera
En 2009, Dyer interpretó a Clarissa Granger en Hannah Montana: The Movie, siendo este su debut cinematográfico. En 2011, actuó en The Greening of Whitney Brown junto a Brooke Shields y Aidan Quinn, donde interpretó a Lily. Más tarde, Dyer protagonizó I Believe in Unicorns, una película independiente estrenada el 9 de marzo de 2014 en South by Southwest.
En agosto de 2015, se informó que Dyer había sido seleccionada para interpretar a Nancy Wheeler, una joven que intenta encontrar un equilibrio entre sus valores, emociones y responsabilidades, en la serie Stranger Things, emitida en Netflix. La serie tuvo su estreno el 15 de julio de 2016, recibiendo críticas positivas por parte de la prensa y obteniendo la aceptación del público además de fama internacional.

## Vida personal
Dyer es una estudiante de la NYU (Universidad de Nueva York), donde asiste al Gallatin School of Individualized Study, una pequeña extensión de la universidad en la cual los estudiantes diseñan su propio programa interdisciplinario que cumple con sus intereses específicos y objetivos profesionales.

## Filmografía
| Año  | Título                        | Personaje        | Notas        |
| ---- | ----------------------------- | ---------------- | ------------ |
| 2009 | Hannah Montana: The Movie     | Clarissa Granger |              |
| 2010 | Too Sunny for Santa           | Janie            | Cortometraje |
| 2011 | The Greening of Whitney Brown | Lily             |              |
| 2012 | Blue Like Jazz                | Grace            |              |
| 2014 | I Believe in Unicorns         | Davina           |              |
| 2014 | The City at Night             | Adeline          | Cortometraje |
| 2015 | Till Dark                     | Lucy             | Cortometraje |
| 2016 | Long Nights Short Mornings    | Marie            |              |
| 2016 | Don't Let Me Go               | Banshee          |              |
| 2017 | Yes, God, Yes                 | Alice            | Cortometraje |
| 2017 | After Darkness                | Clara Beaty      |              |
| 2018 | Mountain Rest                 | Clara            |              |
| 2018 | Tuscaloosa                    | Virginia         |              |
| 2018 | After Her                     | Hailey           | Cortometraje |
| 2018 | Velvet Buzzsaw                | Coco             |              |
| 2019 | Yes, God, Yes                 | Alice            |              |
| 2021 | Things Heard and Seen         | Wallis           |              |

| Año           | Título          | Rol           | Notas            |
| ------------- | --------------- | ------------- | ---------------- |
| 2016–presente | Stranger Things | Nancy Wheeler | Elenco principal |

| Año  | Canción   | Artista   |
| ---- | --------- | --------- |
| 2018 | Wild Love | James Bay |

## Premios y  nominaciones
| Lista de premios y nominaciones | Lista de premios y nominaciones | Lista de premios y nominaciones                                                   | Lista de premios y nominaciones | Lista de premios y nominaciones | Lista de premios y nominaciones | Lista de premios y nominaciones |
| Año                             | Organización                    | Categoría                                                                         | Trabajo nominado                | Resultado                       | Ref(s)                          |                                 |
| ------------------------------- | ------------------------------- | --------------------------------------------------------------------------------- | ------------------------------- | ------------------------------- | ------------------------------- | ------------------------------- |
| 2017                            | Screen Actors Guild Awards      | Mejor Reparto en un Drama (compartido con el elenco principal de Stranger Things) | Stranger Things                 | Ganadora                        | [ 8 ]                           |                                 |
| 2017                            | Young Artist Award              | Mejor Actriz Joven en una Serie o Película Digital                                | Stranger Things                 | Nominada                        | [ 9 ]                           |                                 |
| 2018                            | Screen Actors Guild Awards      | Mejor Reparto en un Drama (compartido con el elenco principal de Stranger Things) | Stranger Things                 | Nominada                        | [ 10 ]                          |                                 |